# Microterys chalcostomus
Microterys chalcostomus is een vliesvleugelig insect uit de familie Encyrtidae. De wetenschappelijke naam is voor het eerst geldig gepubliceerd in 1820 door Dalman.